# Mariä Himmelfahrt (Memmelsdorf)

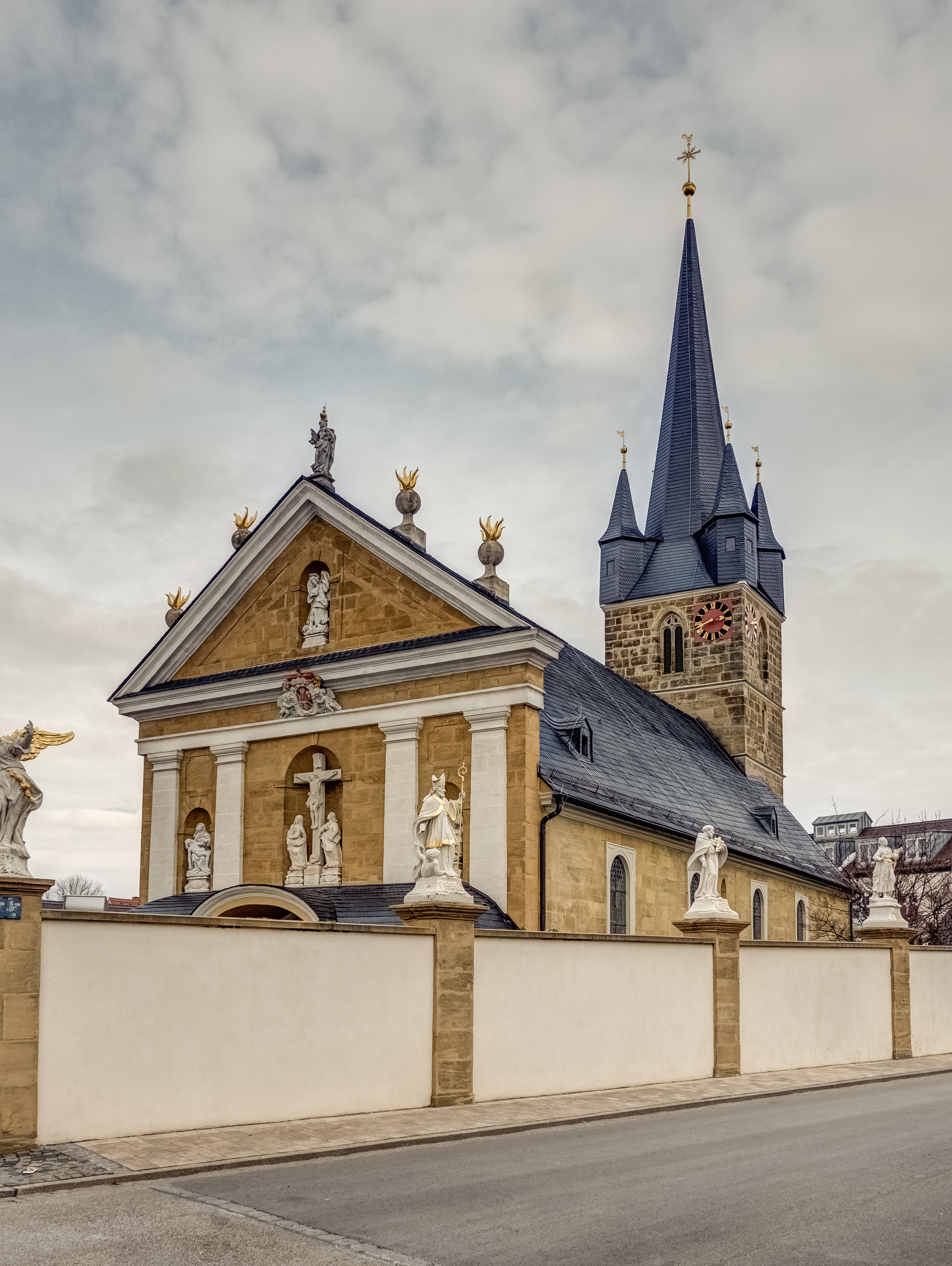
Pfarrkirche Mariä Himmelfahrt in Memmelsdorf

Mariä Himmelfahrt ist ein Kirchengebäude der römisch-katholischen Kirche in der oberfränkischen Gemeinde Memmelsdorf. Es ist der Aufnahme Mariens in den Himmel gewidmet und dient der Pfarrei Mariä Himmelfahrt als Pfarrkirche. Das Bauwerk ist als Baudenkmal in die Bayerische Denkmalliste eingetragen.
Es ist auch gemäß der Haager Konvention zum Schutz von Kulturgut bei bewaffneten Konflikten in der Liste zu schützender Kulturgüter Bayerns verzeichnet und mit dem Internationalen Kulturgutschutzzeichen markiert.

## Lage

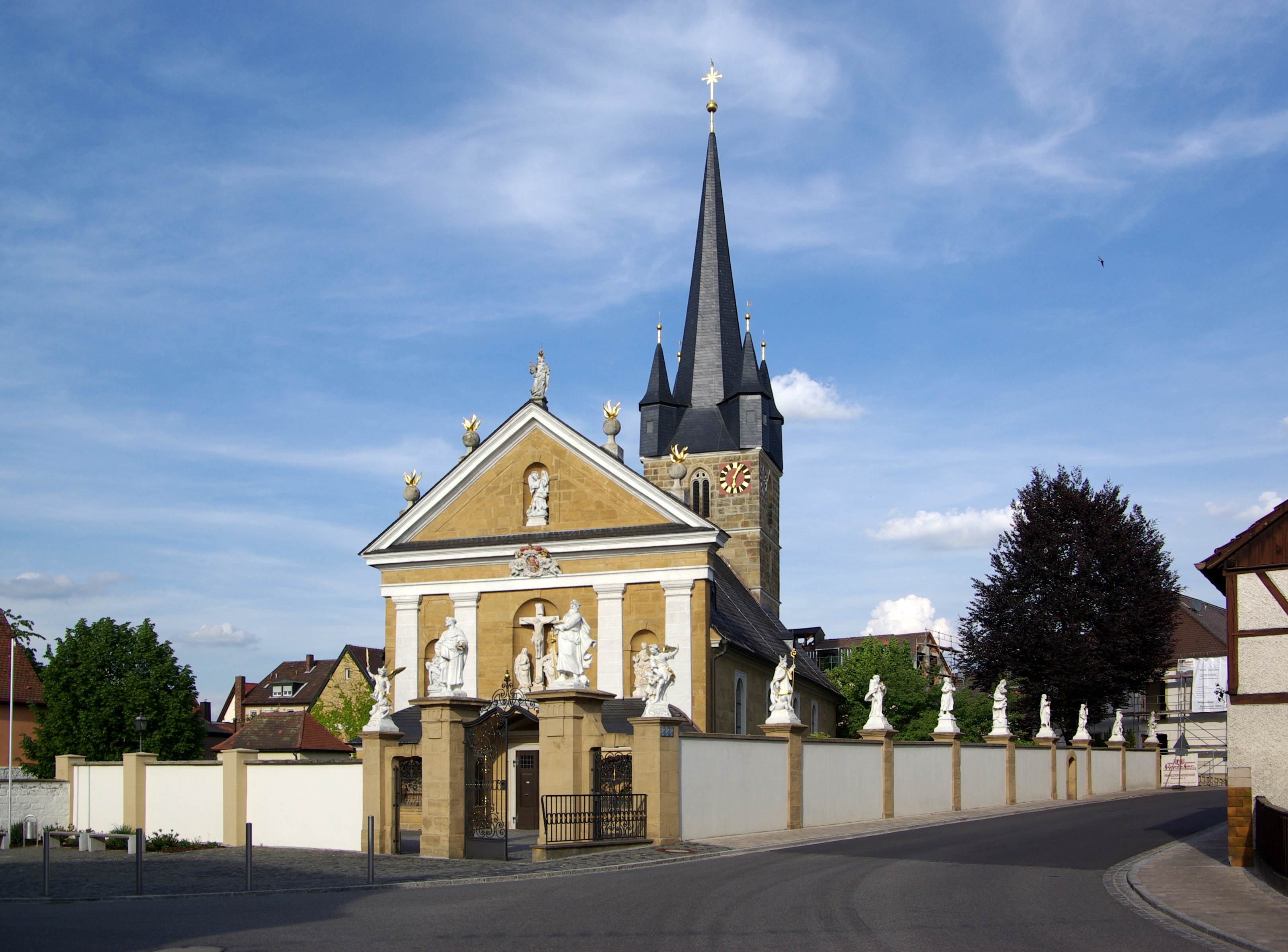
Lage in der Ummauerung

Die Kirche steht im historischen Zentrum von Memmelsdorf an einem Knick der Hauptstraße, Ecke Bahnhofstraße, gegenüber dem ebenfalls denkmalgeschützten Gasthof Drei Kronen. Ihre Orientierung weicht um weniger als ein Grad von der idealen Ostung ab. In demselben Straßenviereck wie die Kirche liegen das ebenfalls denkmalgeschützte Pfarrhaus aus dem 17. Jahrhundert, das Pfarramt und eine Kindertagesstätte.

## Geschichte
Möglicherweise stand an der Stelle der späteren Kirche bereits seit dem 11. Jahrhundert eine Kapelle, die zu dem benachbarten alten Schloss gehörte. Die erste größere Kirche wurde um 1300 gebaut. Damals gehörte Memmelsdorf zur Pfarrei Hallstadt. Der Bau war eine Chorturmkirche, deren Chor im Erdgeschoss des Kirchturms eingebaut war. Wie groß das ursprüngliche Langhaus war, ist unbekannt. 1391 wurde Memmelsdorf zur Pfarrei erhoben und die bisherige Filialkirche wurde zur Pfarrkirche. Möglicherweise wurde das Langhaus zu dieser Gelegenheit erweitert oder neu errichtet.
In den Jahren 1609 bis 1611 wurde der Turm um ein Geschoss erhöht und erhielt eine Spitzhaube. Die alte Kirche wurde bis auf den Turm im Dreißigjährigen Krieg zerstört, 1647 wird sie als „abgebrannt“ bezeichnet. Bei dem Wiederaufbau ab 1650 wurde die Südmauer nach Süden versetzt, um mehr Raum im Kircheninneren zu gewinnen. Seither ist die Mittelachse des Langhauses gegenüber derjenigen des Altarraums versetzt. Der nach dem Neuaufbau aufgestellte Hochaltar wurde 1665 bis 1667 durch einen neu errichteten Hochaltar ersetzt, dessen Figurenprogramm jedoch nicht mehr bekannt ist.
Ein Umbau mit einer Erweiterung nach Westen erfolgte ab 1706. Balthasar Caminata, ein Schwager des Architekten Leonhard Dientzenhofer, führte ihn durch. Mehrfach wird Dientzenhofer als Urheber der Pläne bezeichnet, was aber urkundlich nicht dokumentiert ist. Bei dem Umbau wurde das Langhaus von zwei auf vier Fensterachsen verlängert, seine Länge also etwa verdoppelt. Die neue Westwand erhielt eine repräsentative Barockfassade. Die an der Nordseite noch vorhandenen gotischen Spitzbogenfenster wurden durch barocke Rundbogenfenster ersetzt, das Maßwerk herausgebrochen. Altarraum und Langhaus wurden barockisiert, das Kreuzrippengewölbe des Chors wurde durch ein Kreuzgratgewölbe ersetzt, und das Langhaus erhielt eine Flachdecke. Nachdem der Umbau 1709 abgeschlossen werden konnte, wurde 1710 ein neuer Hochaltar errichtet. Tabernakel, Anbetungsengel und Figurenprogramm des Altars schuf Sebastian Degler. Dargestellt waren Szenen der Verkündigung des Herrn, der Geburt Jesu sowie der Aufnahme Mariens in den Himmel und ihrer Krönung durch die Dreifaltigkeit. Die Kanzel wurde 1713 errichtet, 1719 wurde der Westfassade ein eingeschossiger Vorbau mit Ölbergkapelle und Grablegungskapelle vorgelagert. Die Weihe der umgebauten Kirche erfolgte jedoch erst 1740 durch Weihbischof Franz Joseph Anton von Hahn.
1762 wurden die beiden Seitenaltäre, die bei dem Umbau von 1706 aus der alten Kirche übernommen worden waren, durch neue Altäre im Stil des Rokoko ersetzt. 1772 wurde der Kirchhof erweitert und mit einer neuen Mauer umgeben, bei der die Steine der bisherigen Kirchhofmauer wiederverwendet wurden. Auf zwölf die Mauer gliedernden Pfeilern wurden Statuen von Engeln und Heiligen aufgestellt, die der Bildhauer Ferdinand Dietz für diesen Zweck schuf. 1796 wurde der 1710 aufgestellte Hochaltar durch einen neuen Rokokoaltar ersetzt, der bereits klassizistische Stilelemente enthielt. Wieder bildete das Hauptmotiv eine Figurengruppe der Krönung Mariens. Dieser Altar wurde 1870 für baufällig erklärt und 1874 durch einen Altar im neoromanischen Stil ersetzt. Statt durch eine Figurengruppe wurde die Krönung Mariens nun in einem gemalten Altarbild dargestellt.
Anfang der 1960er Jahre wurde die Kirche grundlegend renoviert und auch der neoromanische Hochaltar 1964 durch einen Rokoko-Hochaltar ersetzt. Dieser Altar stammte ursprünglich aus dem Klarissenkloster Bamberg und stand seit dessen Säkularisation in einer Filialkirche im Stegauracher Ortsteil Mühlendorf. Das Altarbild des alten Altars wurde grundlegend restauriert und 1975 in den neuen Altar eingesetzt. 1977 wurde die Friedhofsmauer für eine erforderliche Verbreiterung der Straße um vier Meter zurückversetzt. Dabei wurden auch die Engel- und Heiligenfiguren durch Kopien ersetzt. Die Originale befinden sich in der Kapelle von Schloss Seehof. 1984 wurde außerhalb der Kirche ein getrenntes Sakristeigebäude errichtet. 2006 wurde das Kircheninnere grundlegend renoviert. Dabei wurde der erhöhte Altarraum etwa 2 Meter in das Kirchenschiff hinein verlängert, um mehr Platz um den Volksaltar herum zu gewinnen. Altäre, Kanzel und Orgelempore wurden restauriert, Figuren und Gemälde im Wesentlichen auf den Bestand des Umbaus von 1706 reduziert.

## Architektur

### Äußeres
Der älteste Teil des Bauwerks ist der Chorturm an der Ostseite. Er ist durch Gesimse in vier Geschosse gegliedert. Nur das Fenster an der Ostseite des Erdgeschosses ist noch ein gotisches Spitzbogenfenster, die beiden seitlichen Fenster sind barocke Rundbogenfenster mit geohrter Steinumrahmung und farbloser Bleiverglasung. Die Schallöffnungen der Glockenstube im obersten Geschoss sind spitzbogig mit nachgotischem Maßwerk. Auf jeder Seite dieses Geschosses ist eine Uhr mit Zifferblatt in römischen Zahlen angebracht. Auf dem Turm sitzt eine spitze, durch Kreuz und Hahn gekrönte Turmhaube mit vier Ecktürmen.
Das westlich an den Chorturm anschließende Langhaus hat einen rechteckigen Grundriss von etwa 12 × 27 Meter und trägt ein Satteldach. Die Seitenwände sind ungegliederte Sandsteinmauern und haben je vier Rundbogenfenster mit geohrter Steinumrahmung und farbloser Bleiverglasung. In der zweiten Fensterachse von Westen führt jeweils eine Tür unter dem Fenster in die Kirche hinein.
Die das Langhaus abschließende Westfassade ragt über das Satteldach hinaus und ist repräsentativ gestaltet. Der Sandsteinmauer sind vier weiß getünchte Pilaster der toskanischen Ordnung vorgesetzt, die ein ebenfalls weiß getünchtes Gesims tragen. Darüber erhebt sich ein Dreiecksgiebel, was die Fassade wie eine klassische Tempelfront aussehen lässt. Dem Erdgeschoss der Fassade ist ein eingeschossiger Vorbau vorgesetzt. In der Mitte führt ein gewölbter Zugang zu dem Hauptportal der Kirche, das von einem geohrten Steinrahmen umgeben und mit einem Dreiecksgiebel gekrönt ist. Daneben sind hinter offenen Bögen, die durch schmiedeeiserne Gitter verschlossen sind, Figurengruppen von Johann Leonhard Gollwitzer aufgestellt, rechts eine Ölberggruppe und links eine Grablegungsgruppe.
Oberhalb des Vorbaus stehen Figurengruppen in Mauernischen zwischen den Pilastern: in der Mitte eine Kreuzigungsgruppe, rechts oberhalb der Ölbergszene eine Reue Petri und links über der Grablegung eine Pietà. Unter dem Giebelfußgesims sitzt das Wappen des Lothar Franz von Schönborn, der 1693 bis 1729, also zur Bauzeit der Westfassade, Fürstbischof von Bamberg war. Darüber steht in einer Nische des Tympanons eine Statue des Erzengels Michael. Das Giebelgesims trägt rechts und links je zwei Flammenkugeln, auf der Giebelspitze steht eine Statue der Maria mit dem Jesuskind. Es wird angenommen, dass die Figuren der Fassade von dem Bamberger Bildhauer Johann Caspar Metzner geschaffen wurden, belegt ist das aber nur für die Reue Petri.
Das separat stehende achteckige Gebäude der neuen Sakristei ist über einen Gang mit der alten Sakristei in der Südostecke des Langhauses verbunden. Ein kreuzschleppender Christus und zwei Engel an der Außenwand des Sakristeigebäudes stammen ursprünglich aus Veitshöchheim. Nördlich der Kirche steht im Kirchhof eine steinerne Madonnenstatue aus dem 18. Jahrhundert. Der Kirchhof ist von einer Mauer umgeben, die durch Sandsteinpfeiler in einzelne Abschnitte gegliedert ist. Das zweiflüglige Tor des Hauptportals und die Türflügel der beiden Nebendurchgänge bestehen aus schmiedeeisernen Gittern. Auf den Mauerpfeilern stehen Figuren von Ferdinand Dietz: beiderseits des Hauptportals die Apostel Petrus und Paulus, daneben auf den Seitenpfeilern der Nebendurchgänge der Erzengel Michael und ein Schutzengel. Weitere Figuren zeigen Jesus als Salvator, Maria als Immaculata sowie die Heiligen Josef, Johannes den Täufer, Martin, Wendelin, Otto von Bamberg und Franz von Assisi.

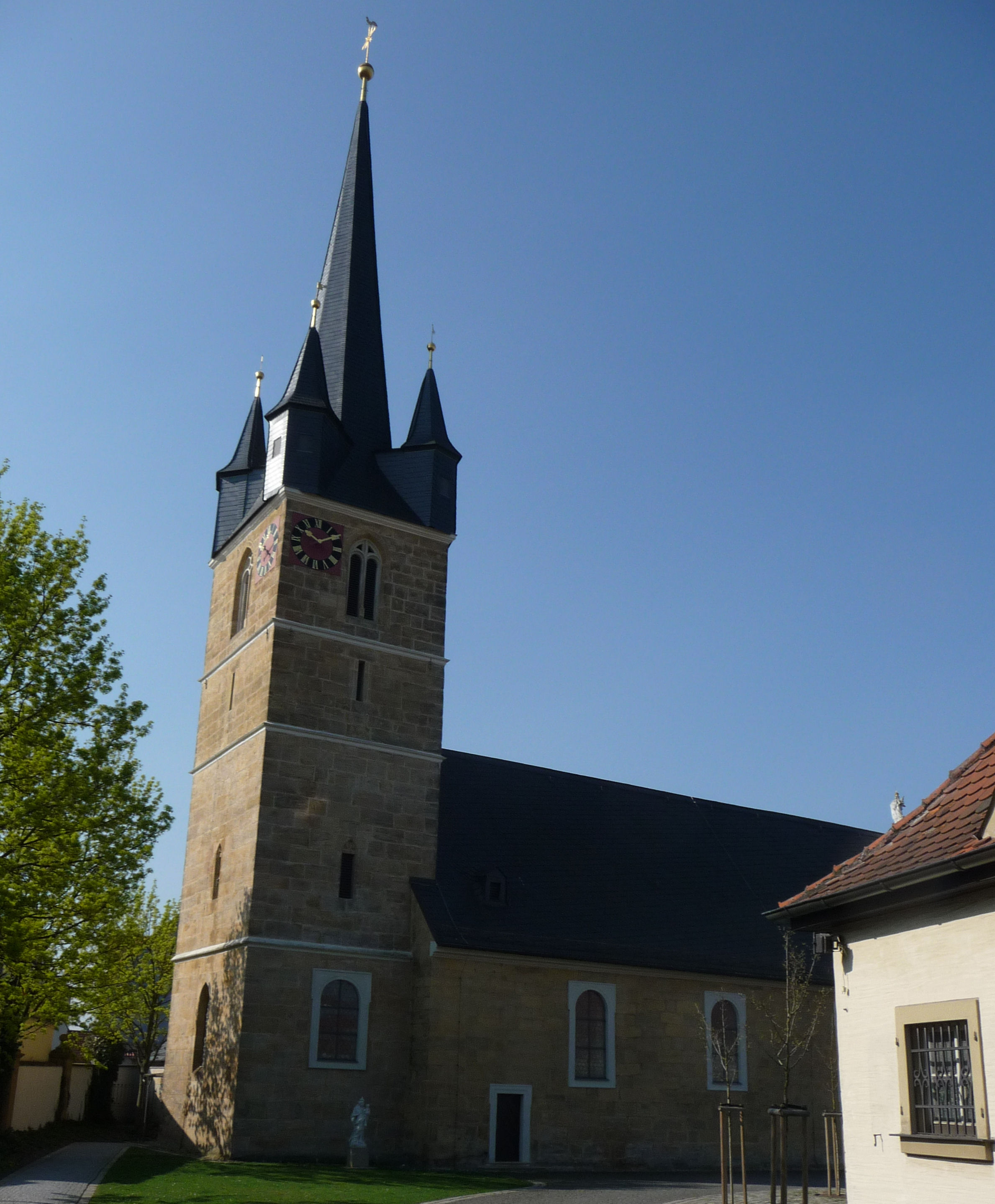
Chorturm
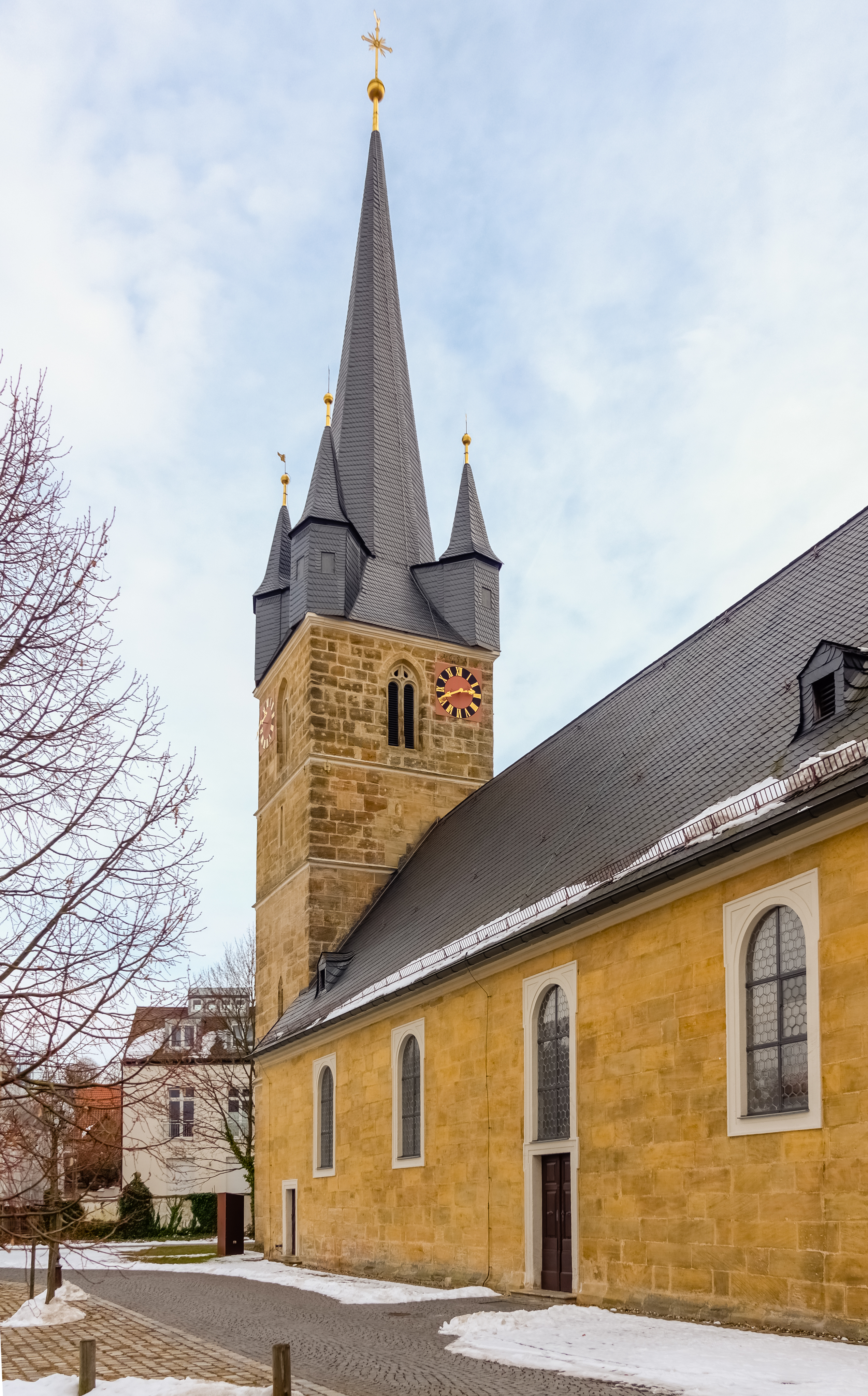
Nordseite
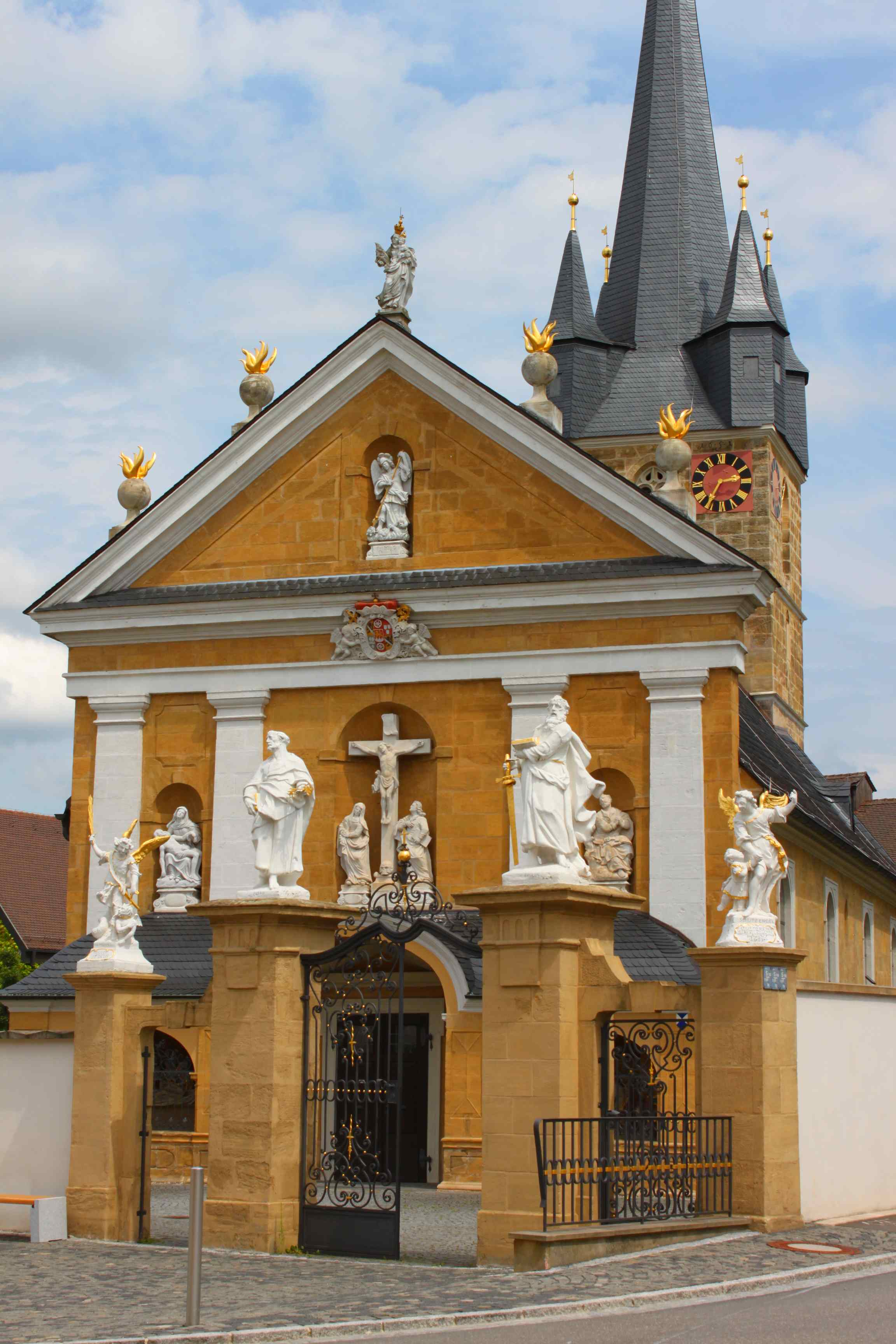
Westfassade
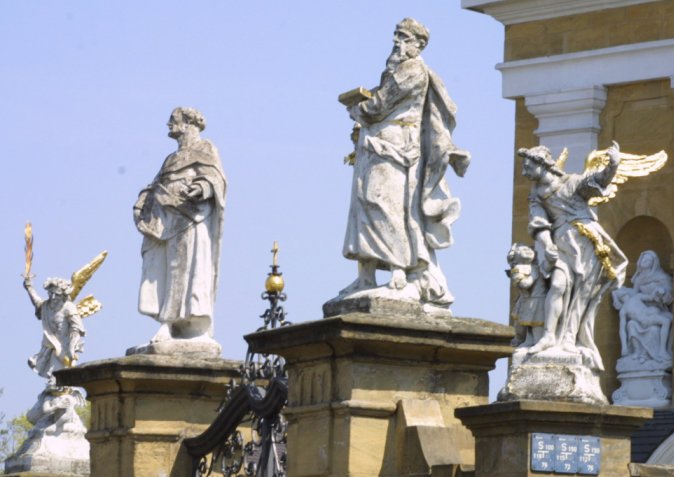
Figuren auf der Kirchhofmauer

### Innenraum
Im Inneren ist Mariä Himmelfahrt eine einschiffige Saalkirche mit einer lichten Länge von etwa 24 Metern und einer lichten Breite von etwa 10 Metern. Auf der Westseite ist das Kirchenschiff durch zwei Einbauten verengt: Links führt ein Aufgang zum Turm hinauf, rechts geht es in die alte Sakristei. Hinter einem Chorbogen schließt sich der im Unterteil des Chorturms liegende einjochige Chor an, der als Kastenchor mit geradem Abschluss gebildet ist und ein Kreuzgratgewölbe trägt. In der alten Sakristei ist noch das gotische Kreuzrippengewölbe erhalten, ein Gang führt von dort in die außerhalb des Langhauses stehende neue Sakristei.
Nach oben ist der Kirchenraum durch eine Flachdecke abgeschlossen, die von Johann Jakob Vogel aus der Wessobrunner Schule stuckiert wurde. Neben floralem Stuck ist in zwei großen Bildfeldern das Patrozinium der Kirche dargestellt: Im hinteren Teil der Decke umstehen die Apostel den leeren Sarg Mariens, im vorderen Teil wird Maria von der Dreifaltigkeit in den Himmel aufgenommen und gekrönt.
Eine von vier Holzsäulen gestützte hölzerne Empore, zu der zwei Wendeltreppen hinaufführen, erstreckt sich entlang der Rückwand des Kirchenschiffs und entlang den Seitenwänden bis zu den Seiteneingängen der Kirche.

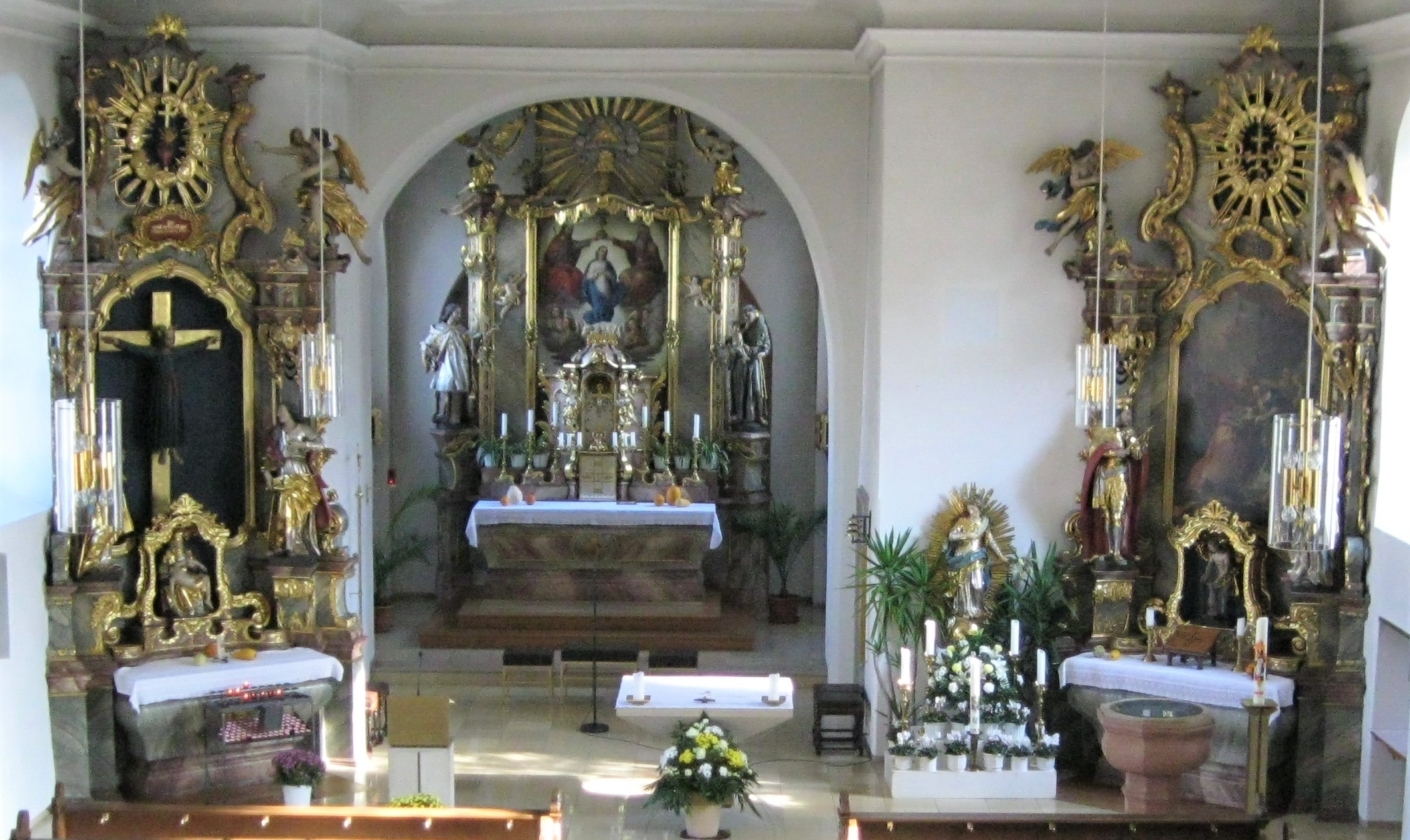
Gesamter Altar (2019)
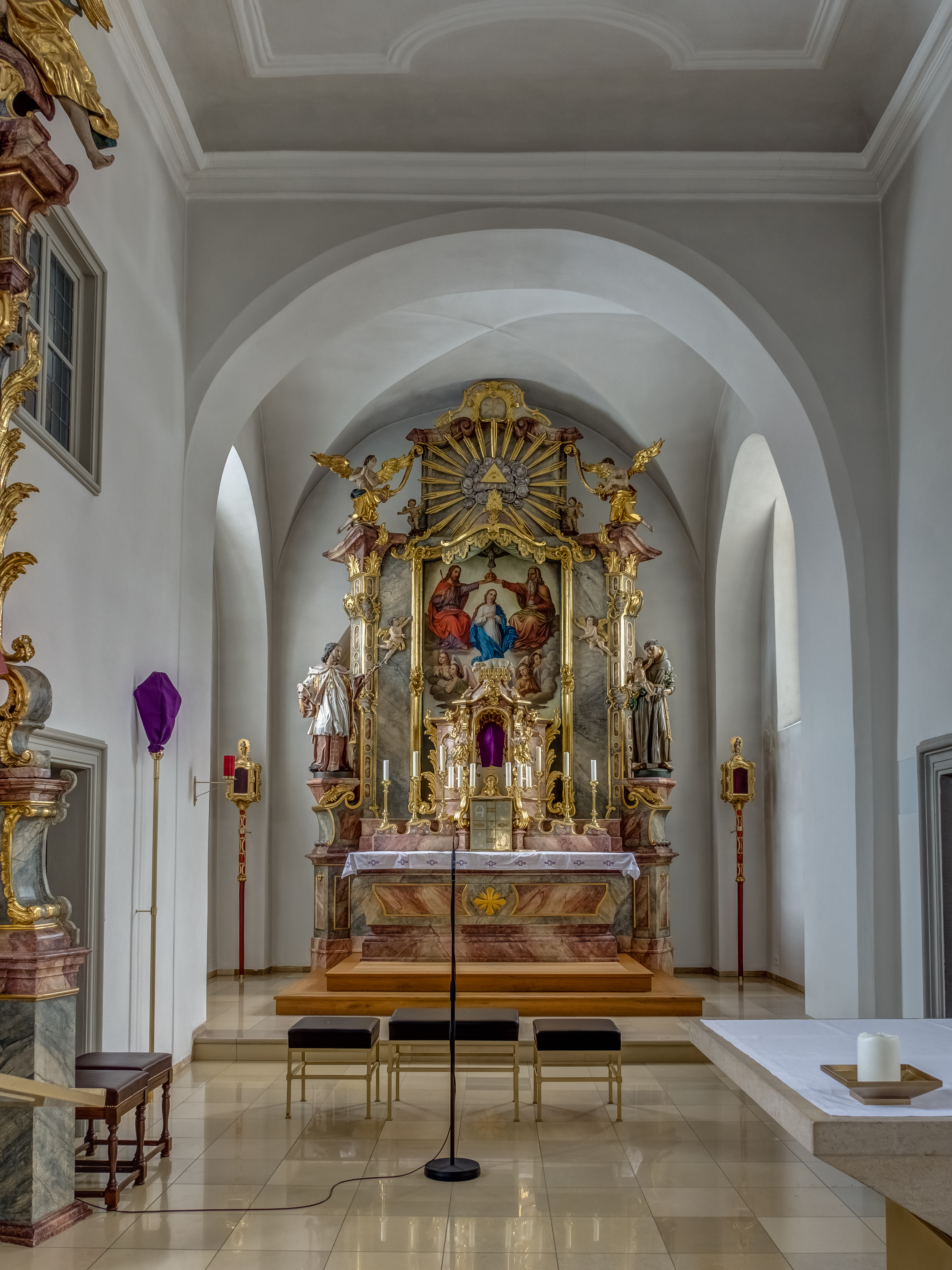
Hauptaltar (2013)
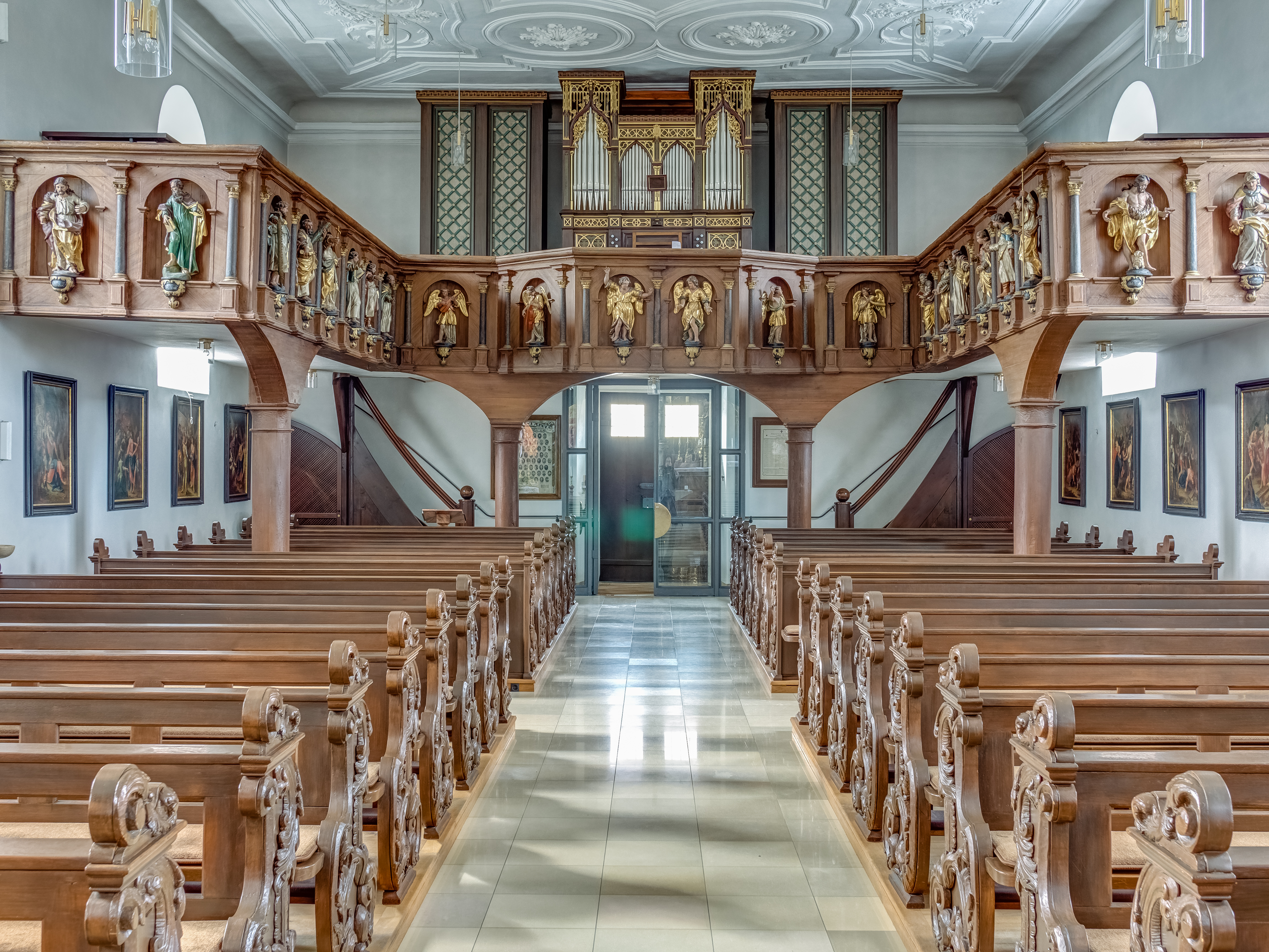
Ansicht nach hinten (2013)

## Ausstattung
Von der ursprünglichen Ausstattung der Kirche ist nur ein gotisches Marienbild erhalten, das 1648 nach dem Brand der Kirche wieder instand gesetzt wurde. Zur heutigen Ausstattung gehören verschiedene Altäre, Ambo, Taufstein, Kanzel, Orgel, Kirchenbänke, Kreuzweg und Figuren.
Der Hochaltar steht an der geraden Abschlusswand des Chors. Das im Nazarenerstil gehaltene Altarbild von Alois Hauser stellt das Patrozinium der Kirche dar, die Aufnahme Mariens in den Himmel und ihre Krönung durch die Dreifaltigkeit. Die Dreifaltigkeit ist auch durch ein Auge Gottes mit Strahlenkranz im Altarauszug symbolisiert. Flankiert wird das Altarbild von Figuren der Heiligen Johannes Nepomuk und Antonius von Padua. Das Tabernakelgehäuse vor dem Altarbild ist mit vergoldeten Ranken und Rocaillen verziert. Auf seinem Dach liegt als Verweis auf die Offenbarung des Johannes ein Lamm auf einem Buch mit sieben Siegeln.
Der linke Seitenaltar in der Nordostecke des Kirchenschiffs ist ein Kreuzaltar. Das Altarretabel enthält statt eines Gemäldes ein von einem Bilderrahmen umgebenes Kruzifix. Anstelle eines ursprünglichen Dreinagelkruzifixes hängt dort seit der Renovierung von 2006 eine vorher neben dem rechten Seitenaltar aufgehängte „Göttliche Hilfe“, ein dem Volto Santo von Lucca nachempfundenes Kruzifix, das Jesus mit einer gegürteten Tunika bekleidet und mit einer Krone auf dem Kopf am Kreuz hängend zeigt. Figuren von Maria und des Apostels Johannes flankieren das Bildfeld. In einem Gehäuse unter dem Kruzifix steht ein aus der Zeit vor 1700 stammendes Vesperbild.
Der rechte Seitenaltar in der Südostecke des Kirchenschiffs ist ein Apostelaltar. Altarbild ist ein 1755 von Johann Anwander geschaffenes Gemälde des Abschieds der Apostel. Flankiert wird das Gemälde von Figuren des heiligen Kaisers Heinrich, der das Bistum Bamberg gründete, und seiner ebenfalls heiligen Frau Kunigunde. In einem Gehäuse unter dem Bild steht eine Figur des Heilands an der Geißelsäule, die dem Gnadenbild der Wieskirche nachempfunden ist.
Volksaltar und Ambo stehen in dem bei der Renovierung 2006 in den Kirchenraum vorgezogenen Teil des Altarraums, der Volksaltar mittig zum Langhaus, also seitlich versetzt zum Hauptaltar, der Ambo links davon. Beide sind modern und wurden 2006 neu angeschafft. Das aus der Barockzeit stammende Taufbecken ist seit 2006 rechts vom Volksaltar vor dem Apostelaltar aufgestellt.
Die Kanzel ist etwa mittig an der rechten Seitenwand des Kirchenschiffs aufgehängt. Sie ist mit vergoldetem Schnitzwerk verziert. In Nischen des Kanzelkorbs stehen Figuren der vier Evangelisten. An der Rückwand der Kanzel zeigt ein vergoldetes Flachrelief die Pfingstszene, über dem Schalldeckel ist die Allerheiligste Dreifaltigkeit in einem Strahlenkranz dargestellt.
Der an den Seitenwänden des Kirchenschiffs aufgehängte Kreuzweg besteht aus vierzehn Gemälden von Johann Anwander. Da die zwölfte Station (Kreuzigung Jesu) durch den Kreuzaltar gebildet und nicht als Gemälde dargestellt ist, zeigt das vierzehnte Gemälde als zusätzliches Motiv die Kreuzauffindung durch Kaiserin Helena.
Beidseitig des Mittelgangs stehen jeweils 16 Kirchenbänke. Die barocken Wangen mit dem Akanthus-Schnitzwerk stammen noch von der 1742 angefertigten Bestuhlung.

In Nischen der hölzernen Brüstung der Orgelempore stehen Schnitzfiguren von Sebastian Degler. Auf der Rückseite unterhalb der Orgel sind es sechs Engel, teils mit Musikinstrumenten, an den Seiten die zwölf Apostel und an den vorderen Stirnflächen Jesus als Salvator, Paulus, Johannes der Täufer und seine Mutter Elisabeth. Weitere Figuren in der Kirche zeigen Maria als Immaculata und den heiligen Josef, beide vermutlich ebenfalls von Sebastian Degler, den Erzengel Michael und die heilige Anna mit Maria als Kind.

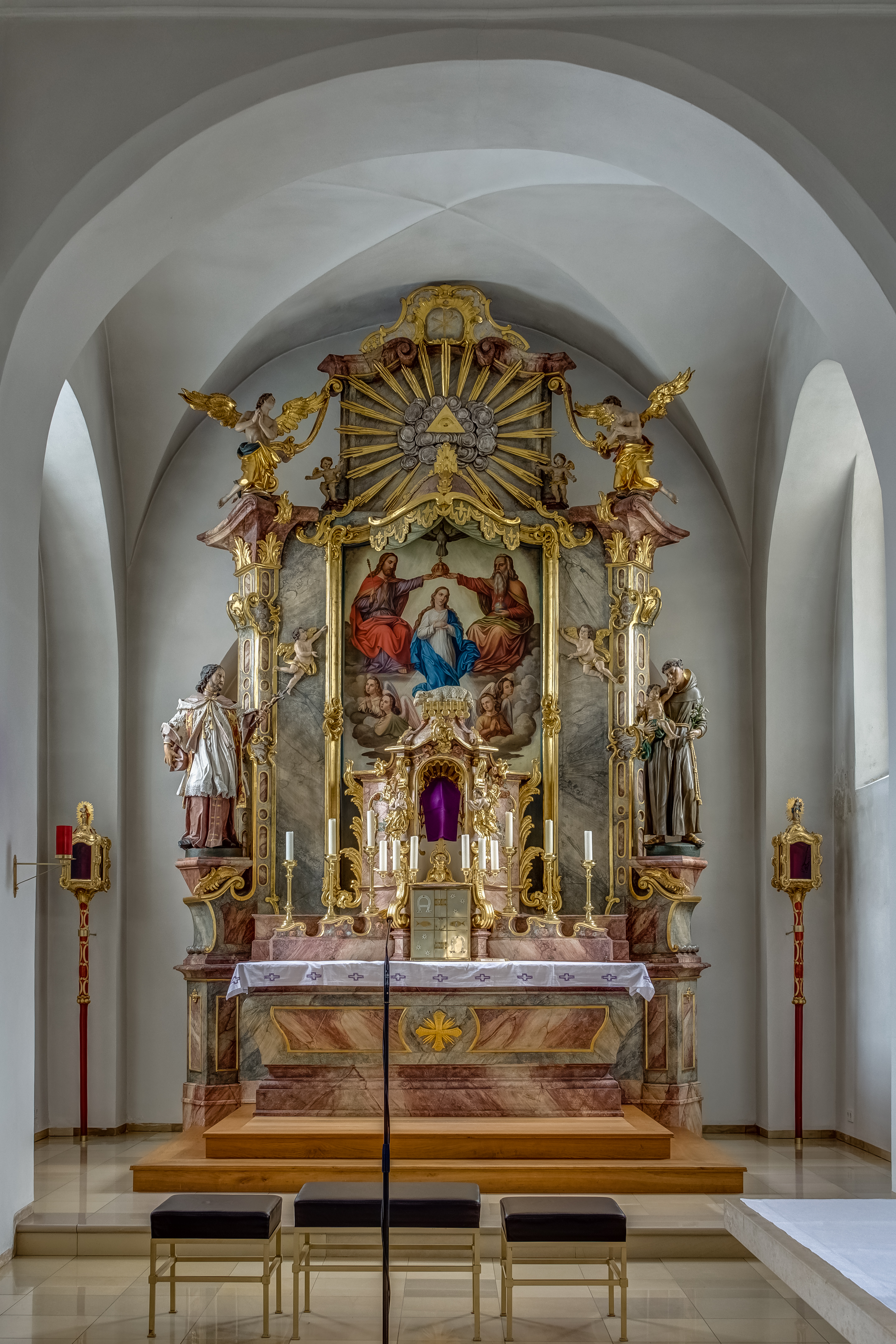
Hauptaltar
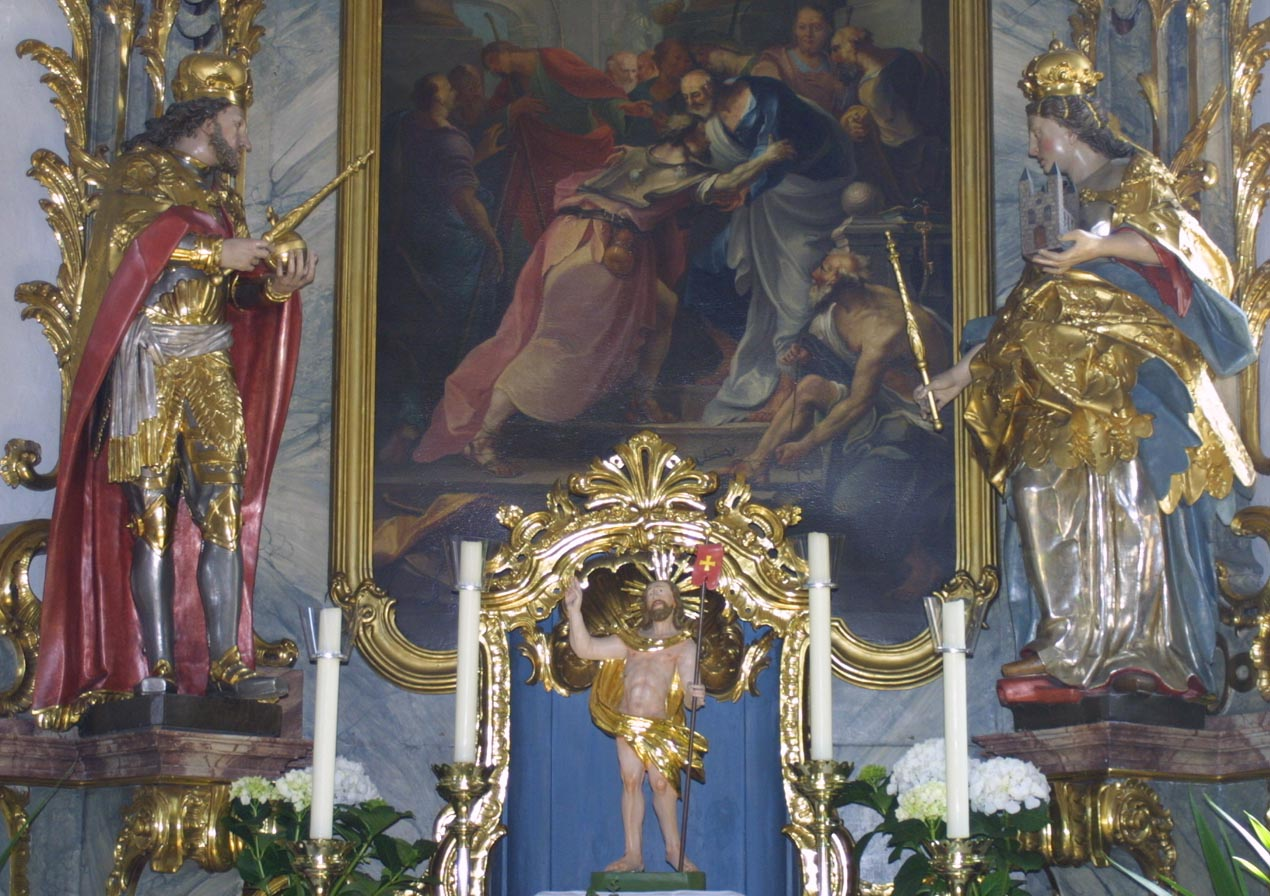
Rechter Seitenaltar
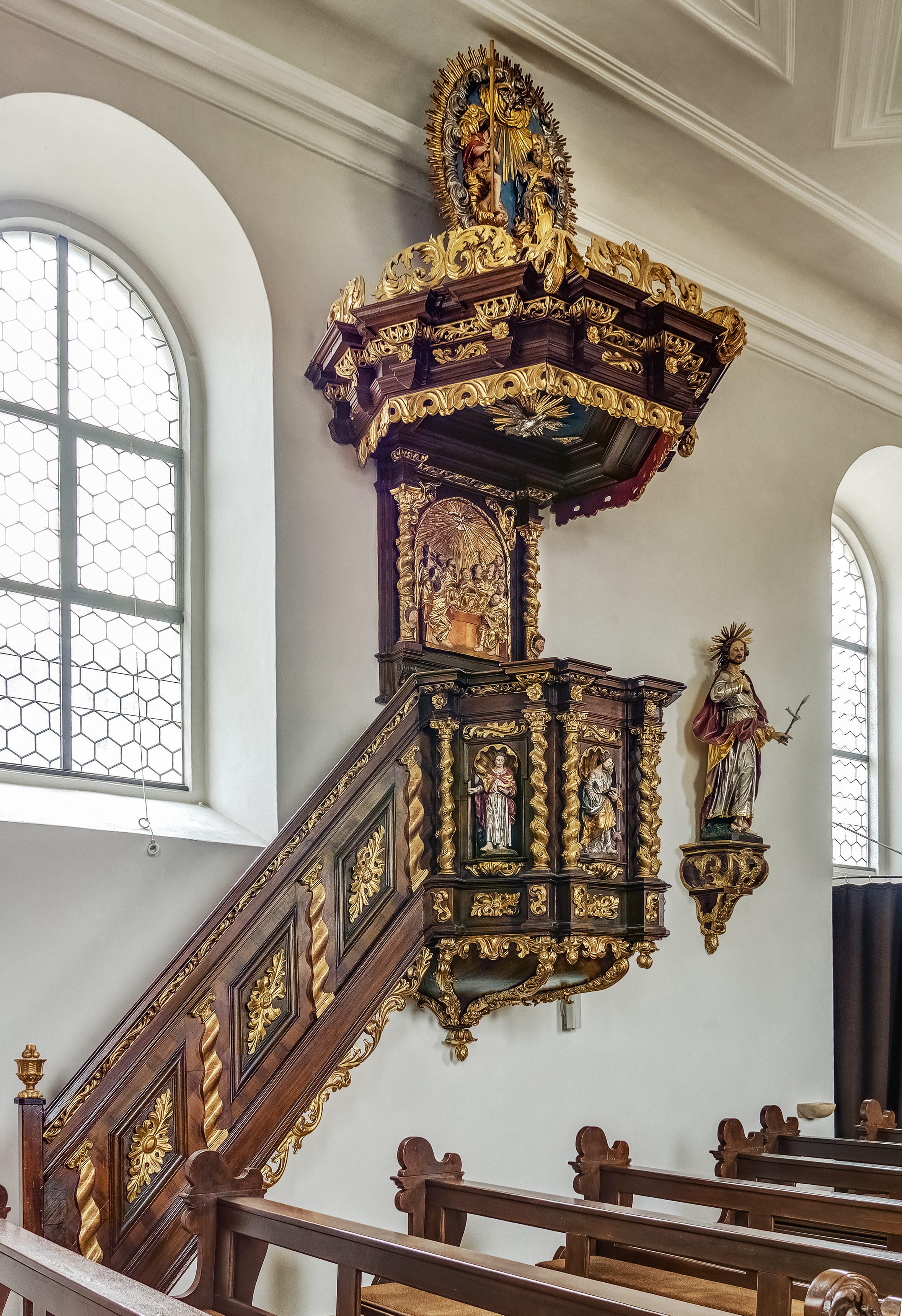
Kanzel
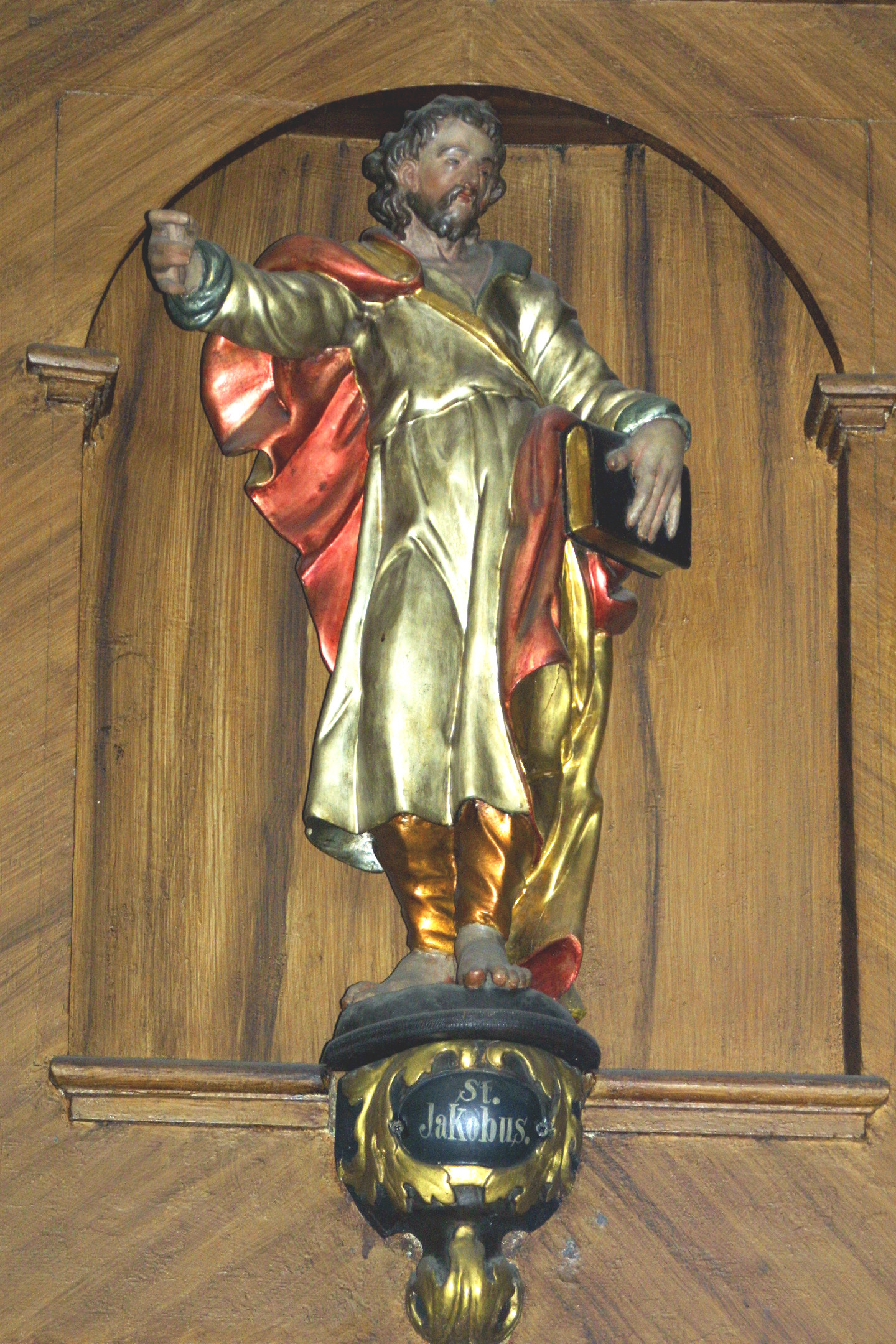
Apostelfigur

## Orgel

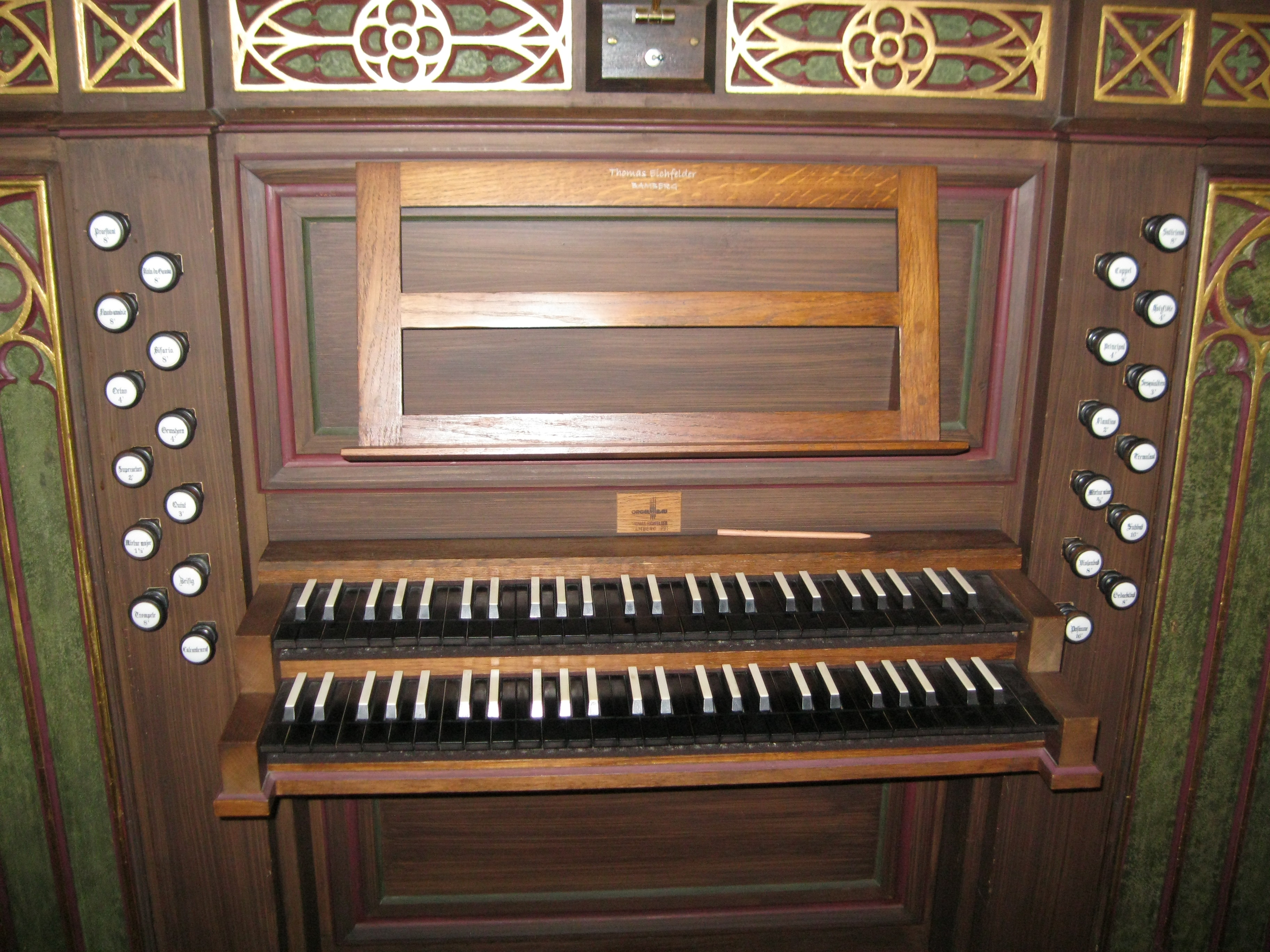
Spieltisch der Orgel (2019)

Die Orgel steht an der Rückwand des Kirchenschiffs auf der Empore. Das historisierende Orgelgehäuse wurde 1856 von dem Nürnberger Orgelbauer Augustin Bittner jun. errichtet. Das neueste Spielwerk stammt aus dem Jahr 1991 und wurde von Thomas Eichfelder aus Bamberg erbaut. Es hat 21 Register mit mechanischen Schleifladen auf zwei Manualen und Pedal mit folgender Disposition:
| I Hauptwerk C–g3 |                |       |
| 1.               | Praestant      | 8′    |
| 2.               | Viola da Gamba | 8′    |
| 3.               | Flauto amabile | 8′    |
| 4.               | Bifaria        | 8′    |
| 5.               | Octav          | 4′    |
| 6.               | Gemshorn       | 4′    |
| 7.               | Quint          | 3′    |
| 8.               | Superoctav     | 2′    |
| 9.               | Mixtur major   | 1 ⁄3′ |
| 10.              | Trompete       | 8′    |

| II Oberwerk C–g3 |              |      |
| 11.              | Coppel       | 8′   |
| 12.              | Salicional   | 8′   |
| 13.              | Principal    | 4′   |
| 14.              | Holzflöte    | 4′   |
| 15.              | Sesquialtera | 3′   |
| 16.              | Flautino     | 2′   |
| 17.              | Mixtur minor | 2⁄3′ |
|                  | Tremulant    |      |

| Pedal C–f1 |            |     |
| 18.        | Subbaß     | 16′ |
| 19.        | Violonbaß  | 8′  |
| 20.        | Gedecktbaß | 8′  |
| 21.        | Posaune    | 16′ |

- Koppeln: II/I, I/P, II/P
- Effektregister: Zeisig
- Außerdem: Motorschalter mit der Bezeichnung „Calcantenruf“